# Thomas Cole
Thomas Cole (1. únor 1801 Bolton-le-Moors, Lancashire – 11. února 1848 Catskills, New York) byl anglicko-americký malíř. Představitel romantismu, proslul jako krajinář.

## Život
Cole se narodil v Anglii, v hrabství Lancashire, ale již v jeho sedmnácti letech rodina odešla do USA (1818). Zde se roku 1823 zapsal na Academy of Art ve Filadelfii, ale školu nedokončil, protože o rok později se rodina přestěhovala do městečka Steubenville v Ohiu. Zde si jeho otec zřídil továrnu na tapety a Cole pro něj navrhoval vzory na tyto tapety. V té době také začal malovat první krajiny.
Poté se přestěhoval do Pittsburghu, kde jeho městské krajinky slavily úspěch. Cole se proto začal věnovat výhradně jim. Jako vzory si určil Thomase Doughtyho a Thomase Birche, jejichž díla pečlivě studoval. Později se usadil v Catskills na řece Hudson, kde již působila malířská skupina, tzv. Hudson River School, k níž se volně přičlenil. Nádherná příroda umožnila začít malovat monumentální plátna krajin. Ta nadchla newyorskou kritiku a zejména obchodníka Lumana Reeda, který je začal skupovat.
Prvně nakrátko v roce 1829, a později v letech 1841–1842, cestoval po Evropě. Pobyt ho velmi ovlivnil. Jednak si prostudoval krajinářskou techniku starých evropských mistrů, ale zážitky z Evropy také změnily tematiku jeho obrazů – začal malovat výjevy z antiky a z Bible, přidal rovněž mystickou symboliku.
Jeho žáky byli Asher B. Durand a Frederick E. Church.
Psal též básně a eseje.

## Vybraná díla

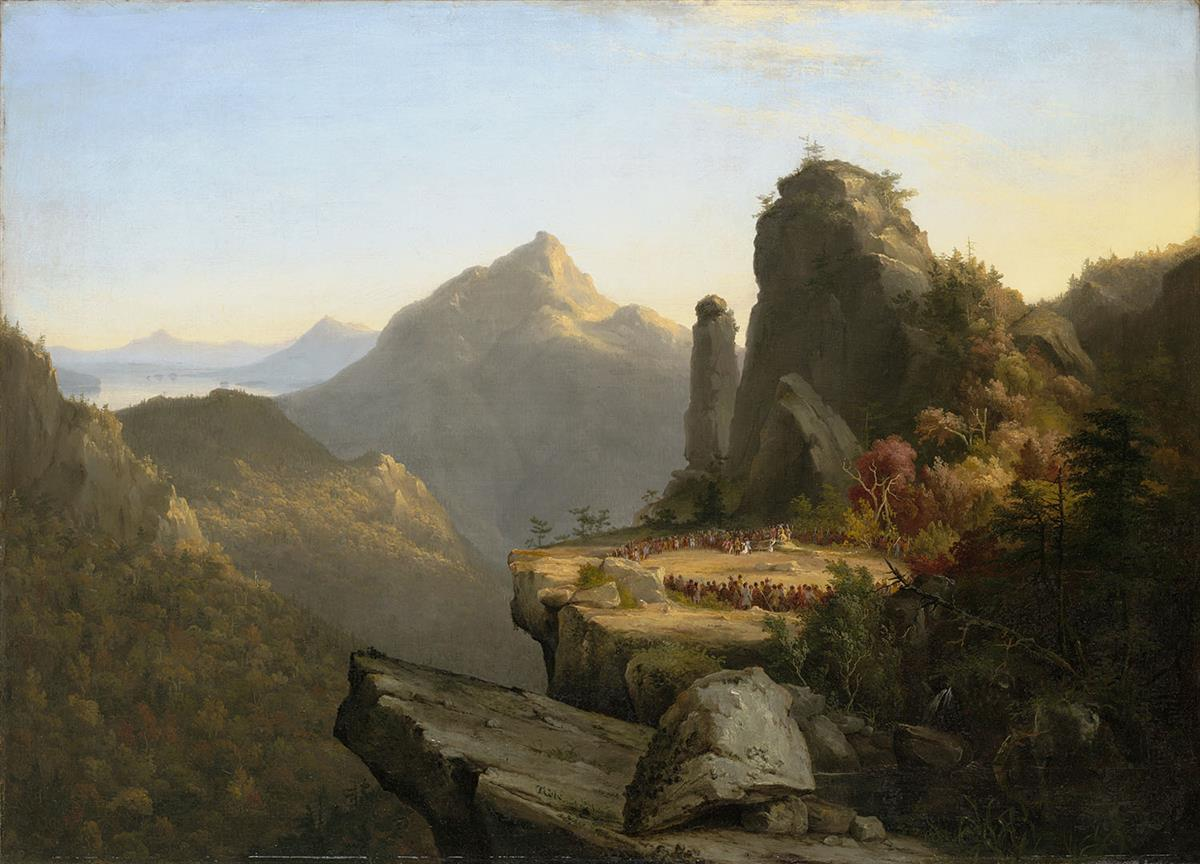
The Last of the Mohicans (1827)
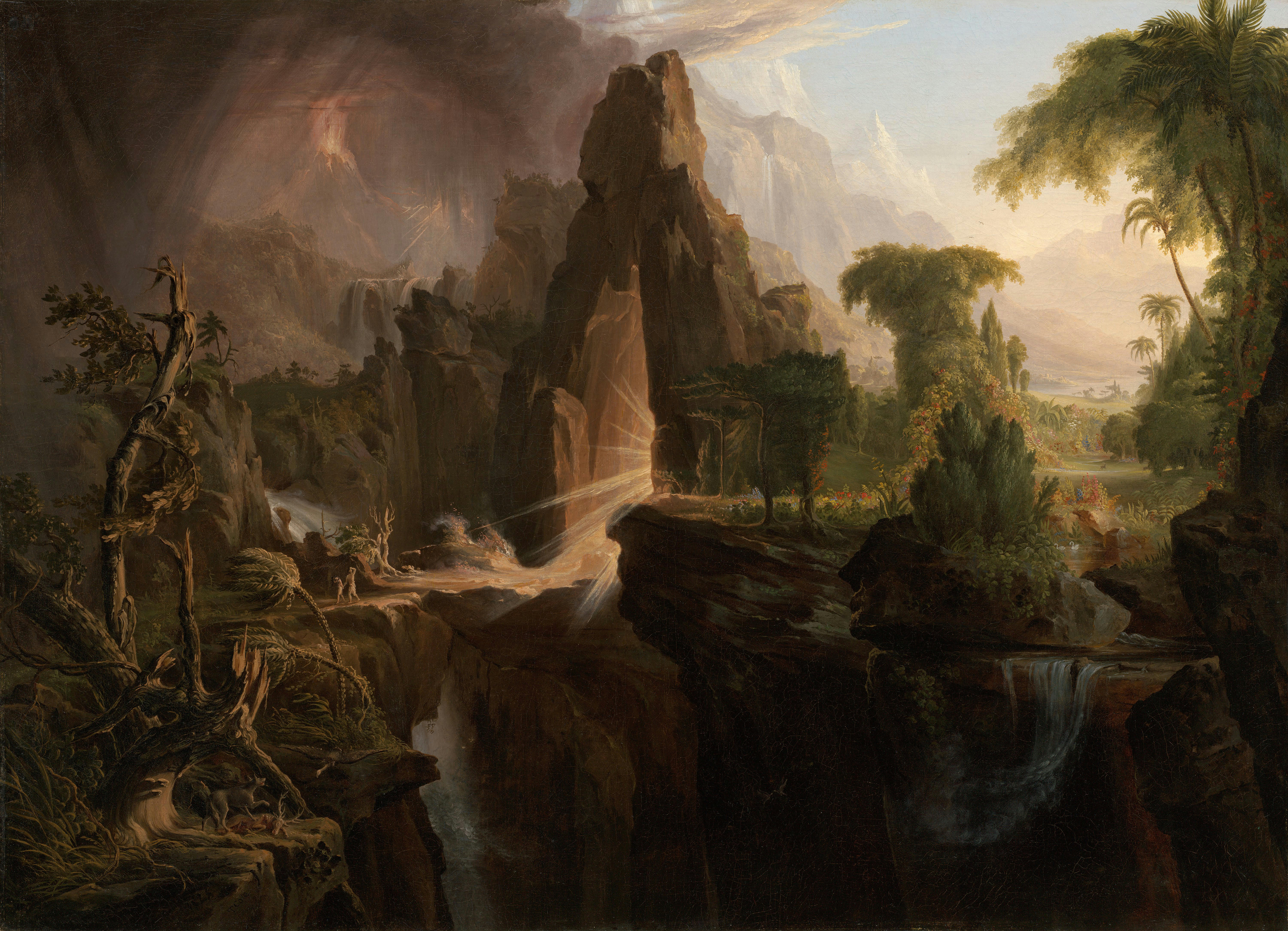
Expulsion from the Garden of Eden (1828)
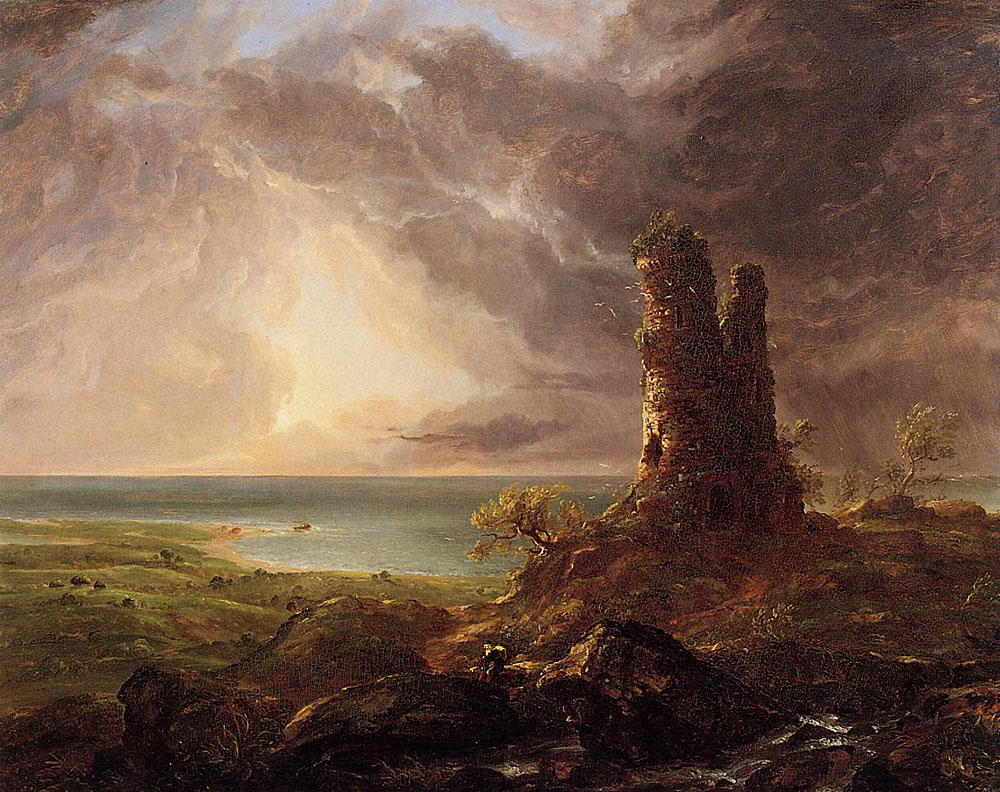
Romantic Landscape with Ruined Tower (1832–1836)
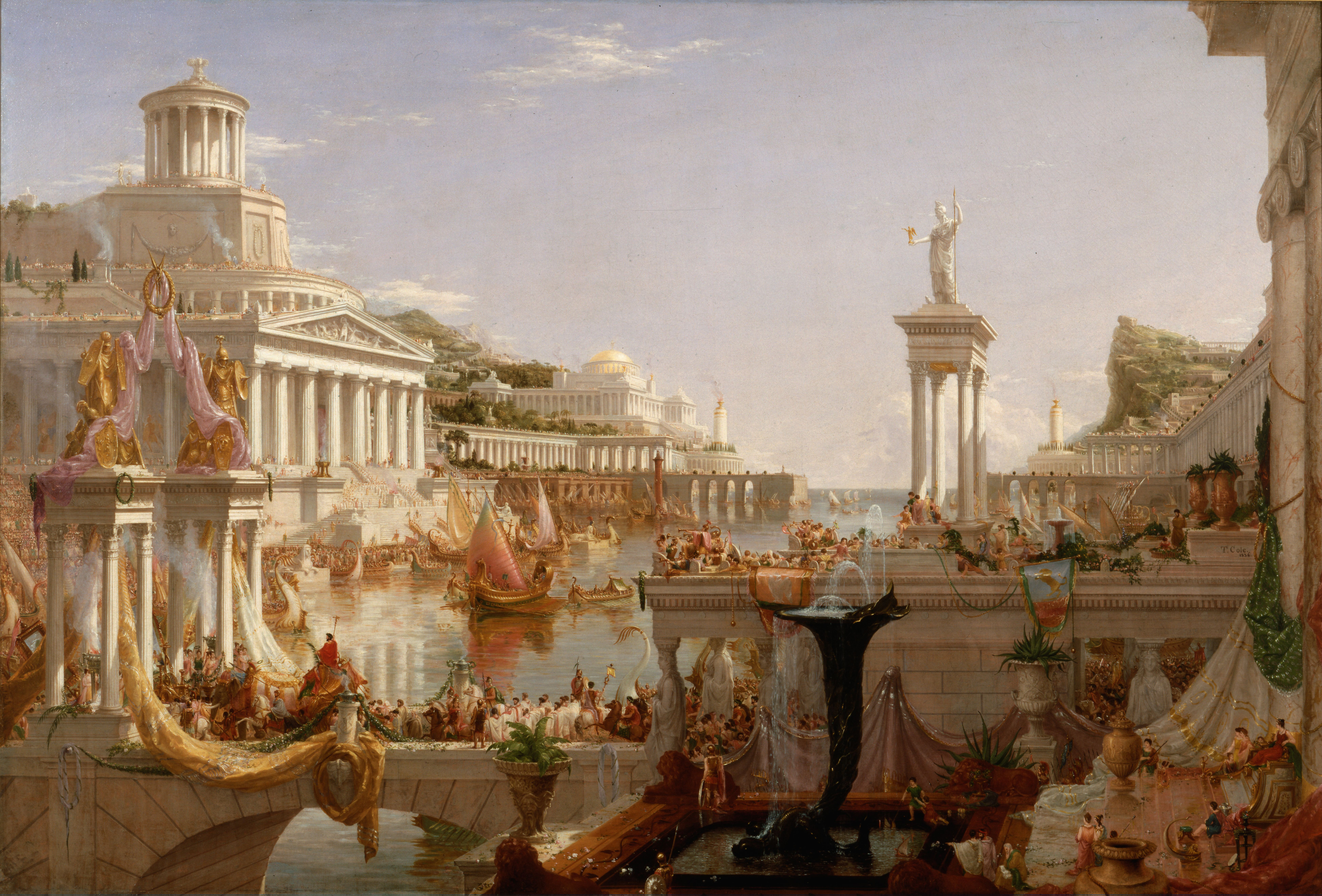
The Course of Empire: Consummation (1835-1836)
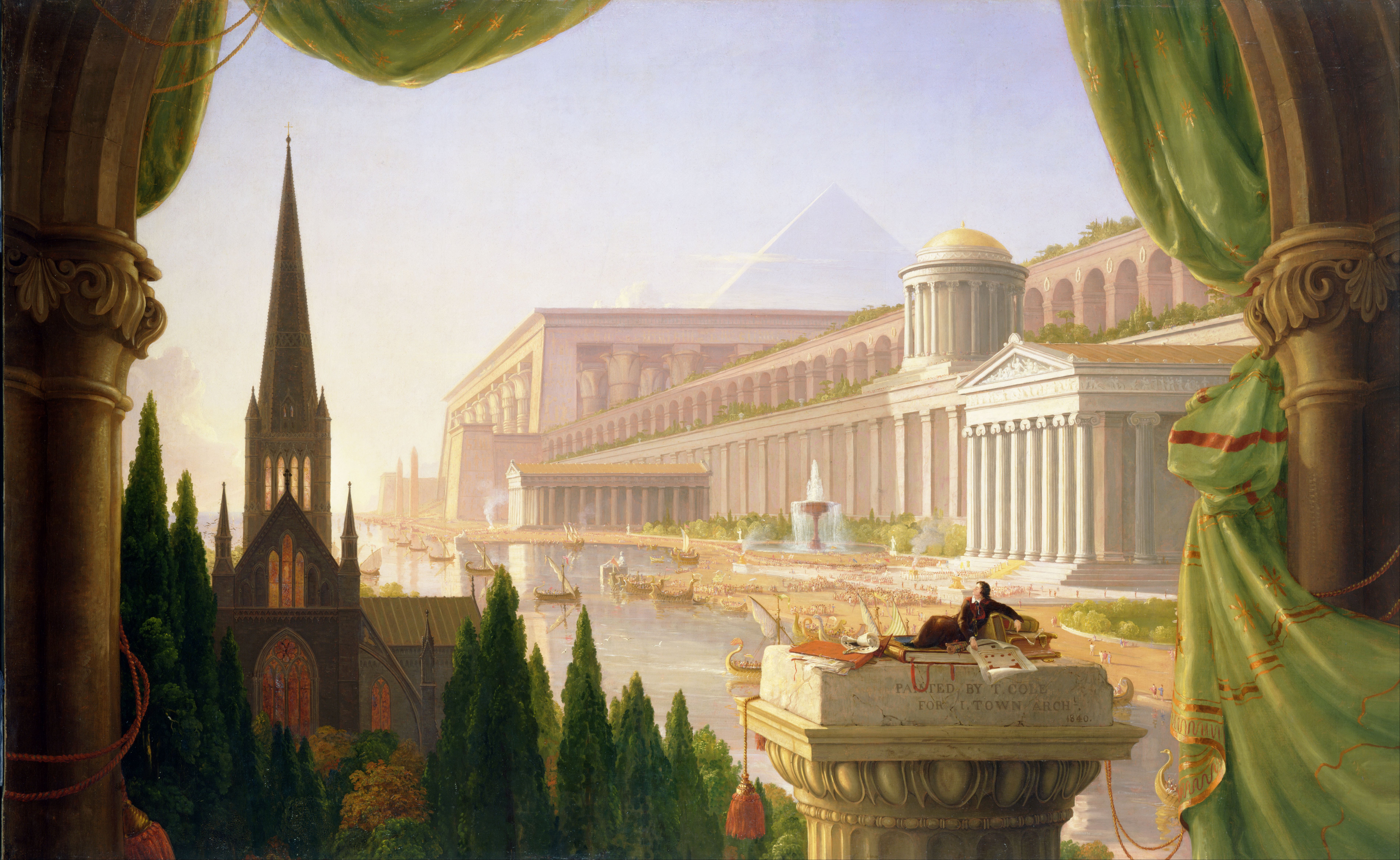
Architect’s Dream (1840)
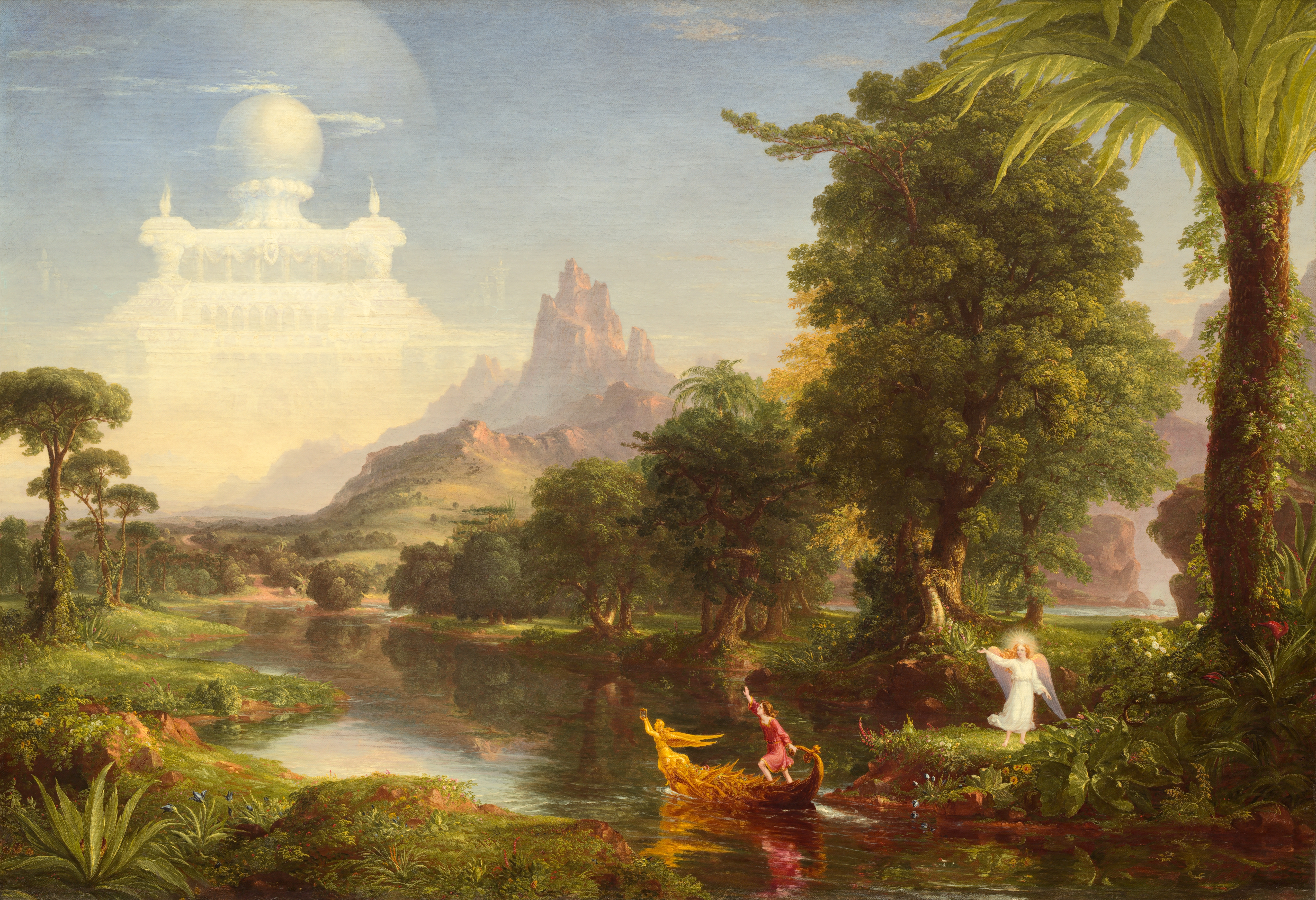
The Voyage of Life: Youth (1842)
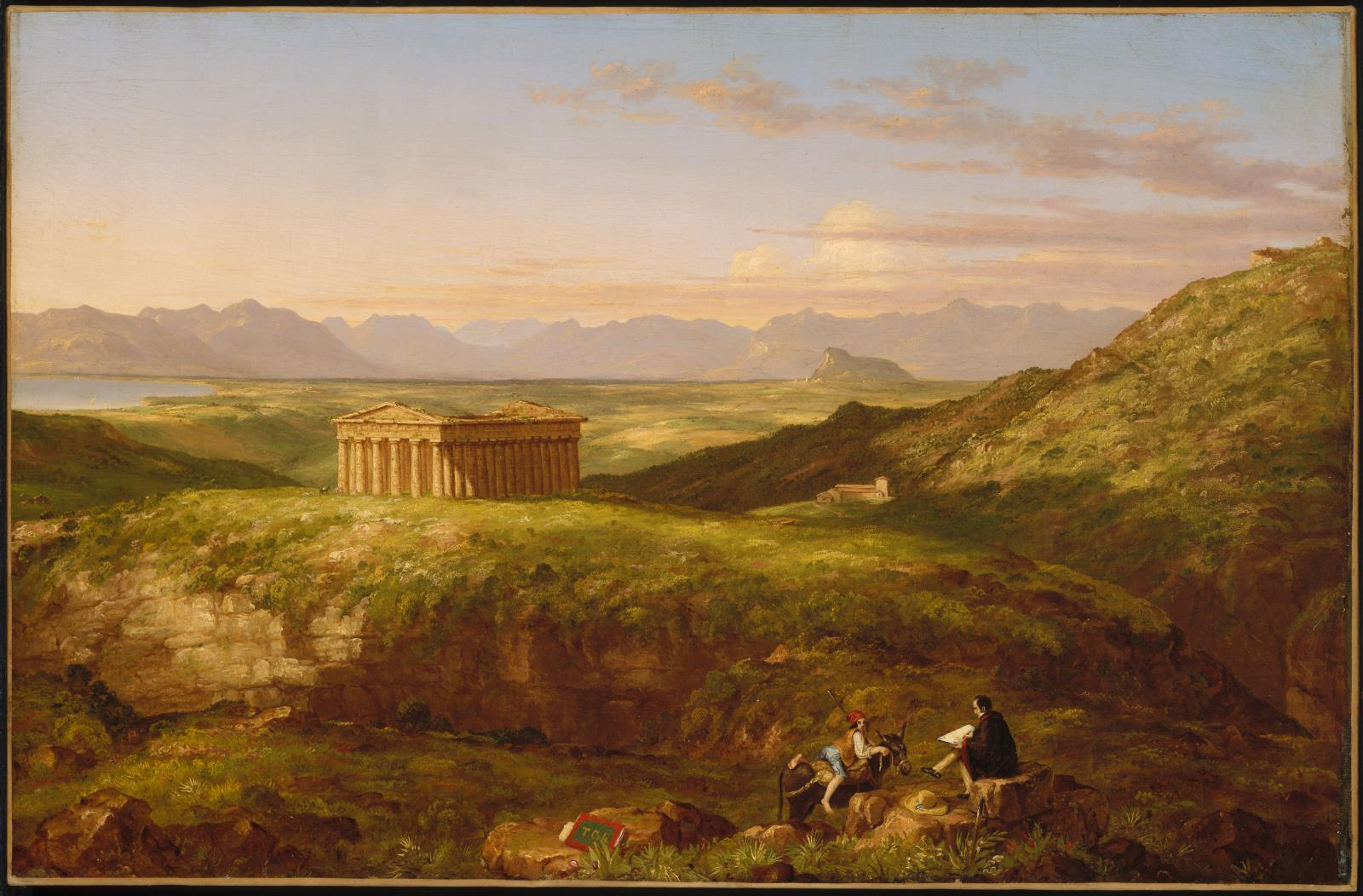
The Temple of Segesta (1843)
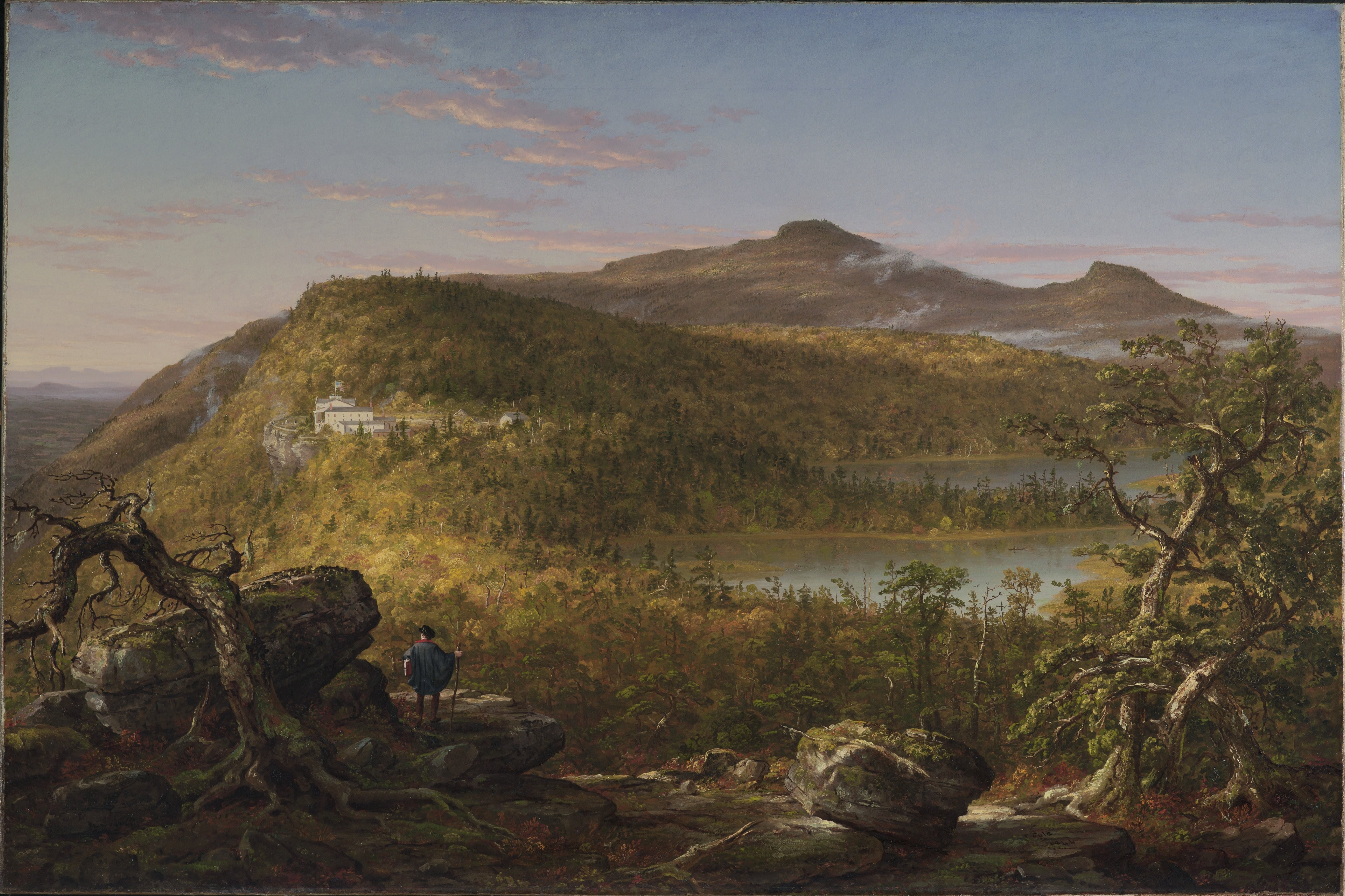
A View of the Two Lakes and Mountain House, Catskill Mountains, Morning (1844)
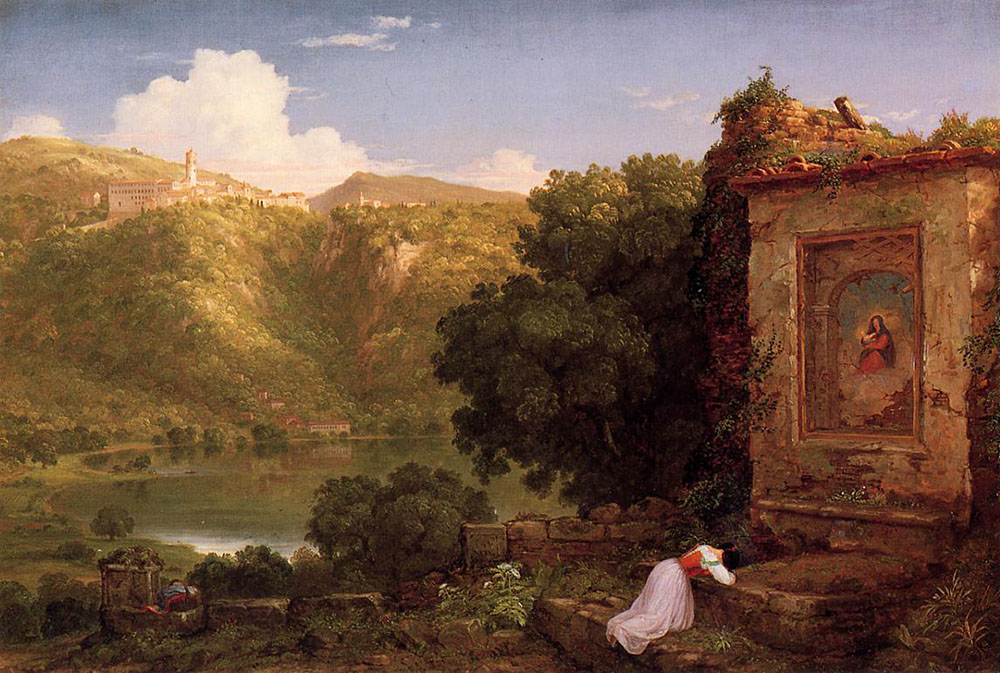
Il Penseroso (1845)
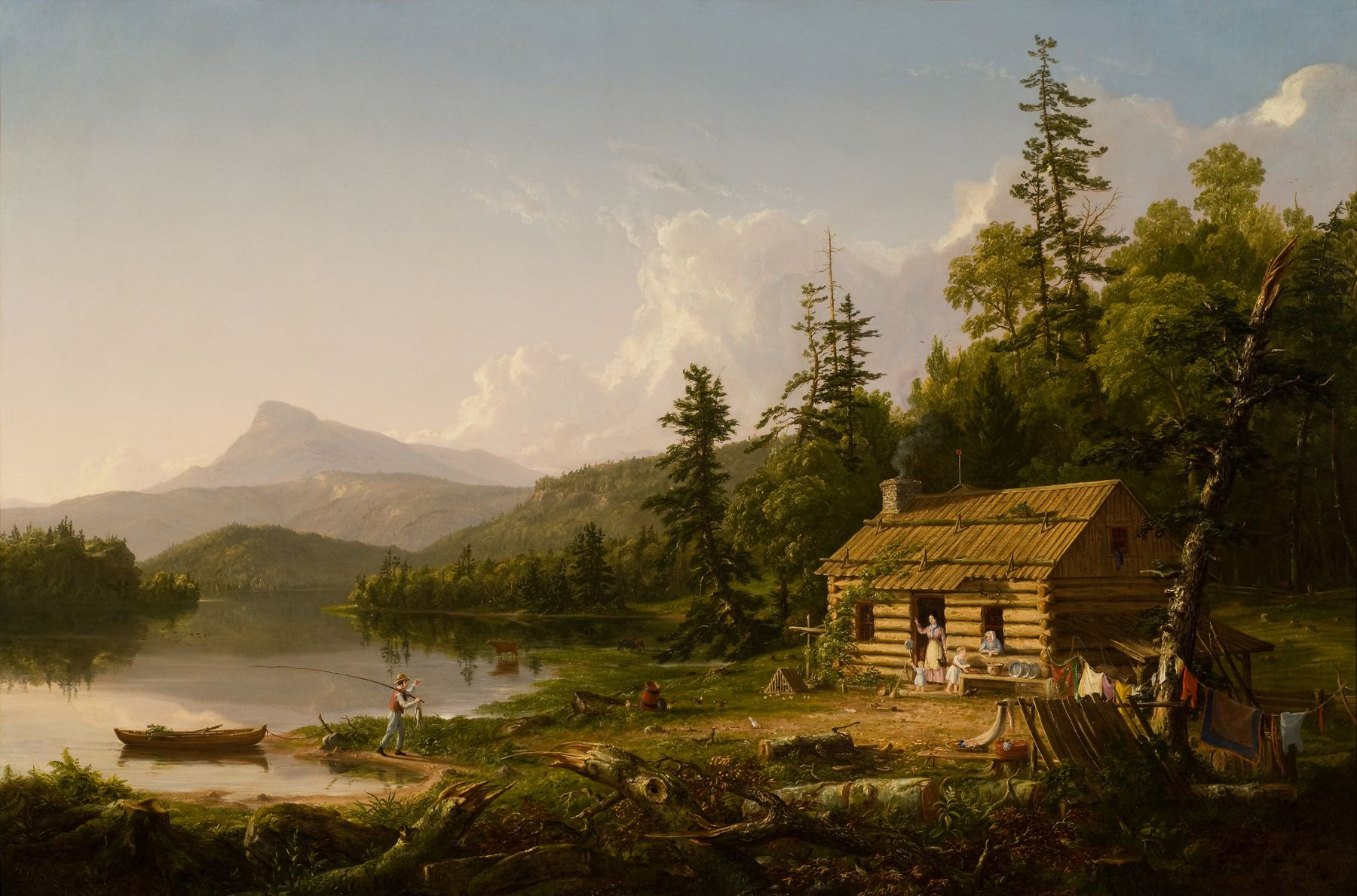
Home in the Woods (1847)
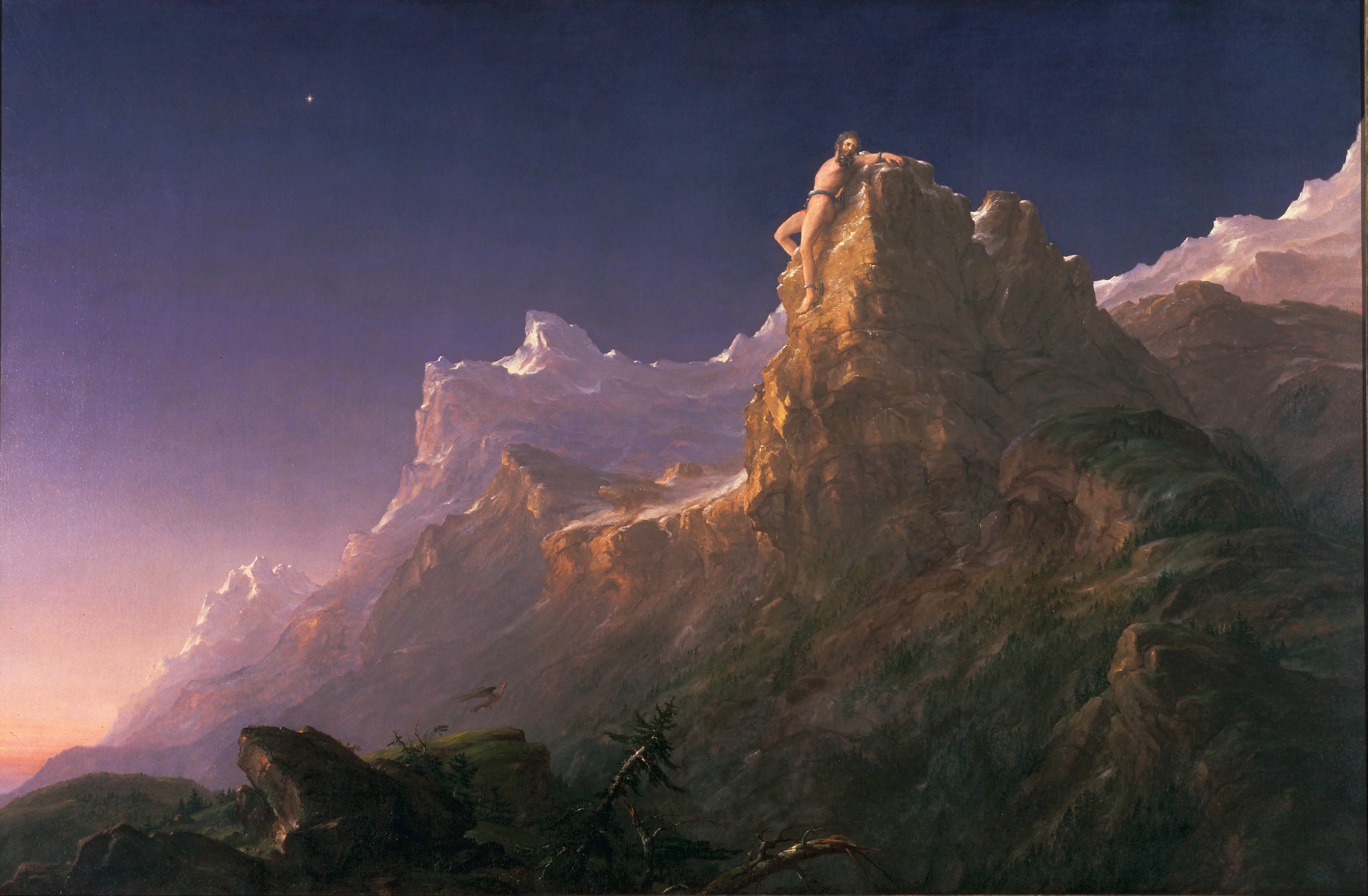
Prometheus Bound (1847)